# Fabian Johnson
Fabian Marco Johnson, född 11 december 1987 i München, är en tysk-amerikansk tidigare fotbollsspelare.

## Klubbkarriär
Fabian Johnson kom till 1860 München 1996 och blev uppflyttad till A-truppen i juli 2006. Han gjorde 90 matcher och 4 mål innan han flyttade till VfL Wolfsburg sommaren 2009. Johnson gjorde sitt enda mål för Wolfsburg i 2-2-matchen mot Freiburg.
I juni 2011 såldes Johnson vidare till seriekonkurrenten 1899 Hoffenheim.

## Landslagskarriär
Fabian Johnson har spelat för Tysklands U21-lag och var med i truppen till U21-EM 2009, där Tyskland vann guld.
Då Johnson även har ett amerikanskt pass så valde han att representera USA när chansen dök upp. 11 november 2011 gjorde så Johnson sin debut för USA i en 1-0-förlust mot Frankrike.

## Meriter
Tyskland U21
- U21-EM: 2009